# Jesse und Maria

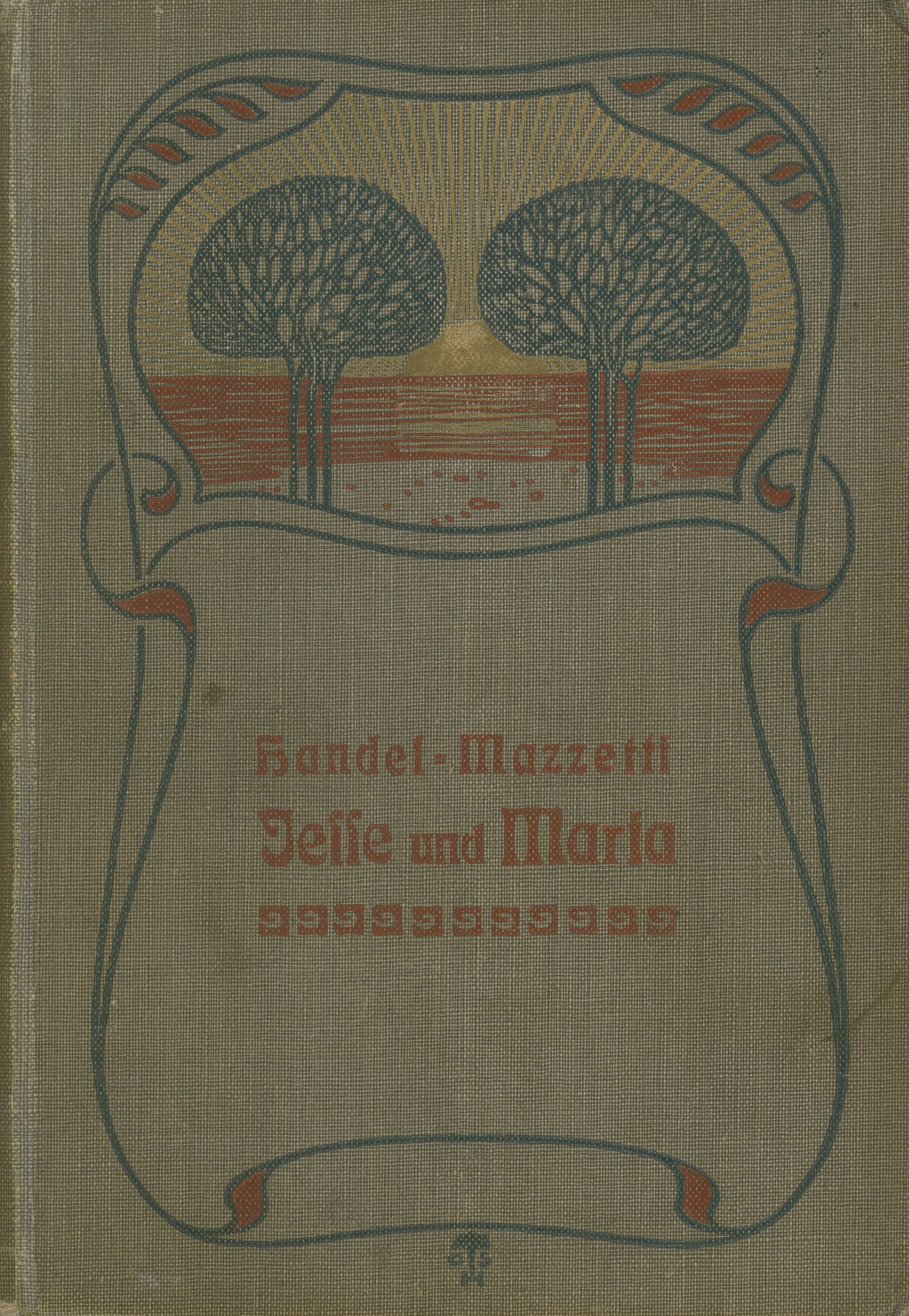
Jesse und Maria, Ausgabe von 1909

Jesse und Maria ist ein historischer Roman der österreichischen Schriftstellerin Enrica von Handel-Mazzetti, der 1906 erschien und die konfessionellen Zustände im gegenreformatorischen Österreich der Mitte des 17. Jahrhunderts behandelt.

## Inhalt
Der Untertitel des Buches – Ein Roman aus dem Donaulande – weist auf den Ort des Geschehens, den niederösterreichischen Nibelungengau mit den Orten Pöchlarn, Marbach an der Donau und Krummnußbaum, hin. Die Handlung spielt in den Jahren vor 1660 und behandelt den Ursprung des später bedeutenden Wallfahrtsortes Maria Taferl.

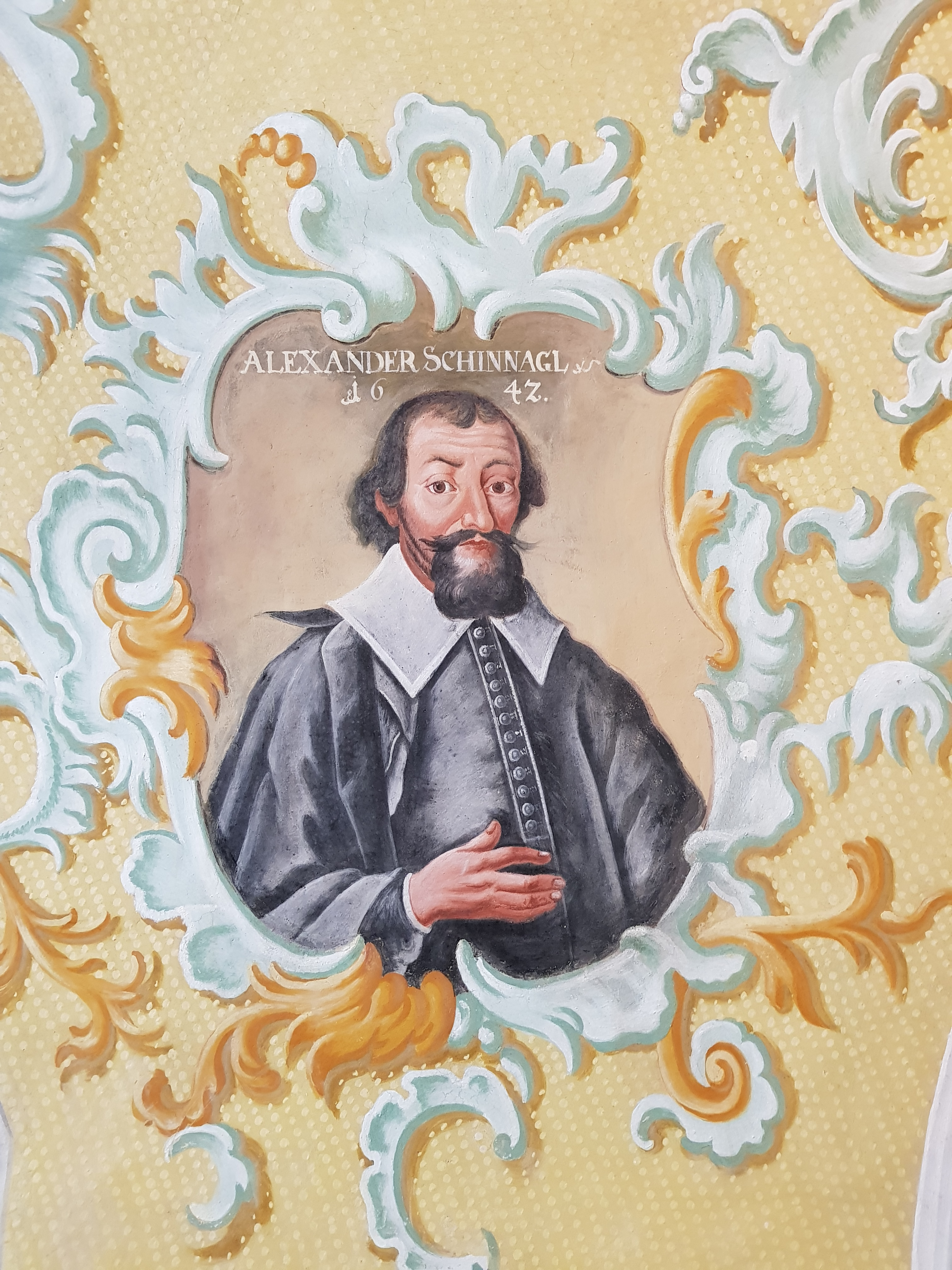
Alexander Schinnagel, Fresko in der Wallfahrtskirche Maria Taferl

Die Hauptpersonen sind der Richter und Förster Alexander Schinnagel und dessen besonders fromme Frau Maria sowie der lutherische Edelmann Jesse von Velderndorff. Letzterer zählte zu den wenigen verbliebenen Protestanten, die im katholischen Österreich nur geduldet waren, ihre Religion aber nicht ausüben durften. Als Schinnagel sein zu klein gewordenes Wohnhaus erweitern muss, ist es Velderndorff, der ihm Baumaterial zu vertretbarem Preis verkaufen kann. Trotz anfänglicher Bedenken, mit einem ketzerischen Protestanten Geschäfte zu machen, zwingen ihn die Umstände dazu, obwohl der Pfarrer des Ortes gegen den Velderndorff von der Kanzel wettert. Jesse findet Gefallen an Schinnagel und vermittelt ihm einen Baumeister, der ihm ein weit schöneres Haus bauen könne, als es alle seine Nachbarn besitzen.
Maria, die Frau Schinnagels, ist von Anfang an gegen den Kontakt ihres Mannes zum Lutheraner. Doch Alexander ist geschmeichelt, dass der Edelmann sich mit ihm abgibt, Gespräche mit ihm führt, freundlich ist und ihm hilft. Der Edelmann ist jung und von einnehmendem Äußeren. Die Männer finden Gefallen aneinander. Velderndorff ist aber nicht einer, der sich mit der Duldung im Lande abfindet. Er ist überzeugter Lutheraner und verletzt ganz bewusst die Schranken, die seiner Religionsausübung gesetzt sind, indem er einen lutherischen Geistlichen auf seinem Schloss beherbergt und die Hochzeit mit seiner jungen Braut Amrey nicht im ungarischen Pressburg, sondern auf seinem Schloss feiert. Er versteht es auch in der bäuerlichen Bevölkerung der Gegend vielfache Zweifel gegen die katholische Kirche zu erwecken und manche Sympathien zu erwerben. Auch Schinnagel neigt immer mehr dessen Ansichten zu, besonders als ihm Jesse einmal verbotenerweise eine Lutherbibel zu lesen gibt. Zu jener Zeit war es für Laien verboten, die Bibel zu lesen.
Schinnagels Frau wird immer beunruhigter. Als junges Mädchen war sie bereits drauf und dran gewesen ins Kloster zu gehen. Alexander gelang es aber, sie als seine Ehefrau heimzuführen. Doch Maria ist in ihrer Religionsausübung weit konsequenter als ihre Umgebung, sie beobachtet genau alle religiösen Vorschriften und betet viel zu Hause. Die Eheleute lieben sich zwar sehr, doch entfernen sie sich wegen der Religion voneinander.

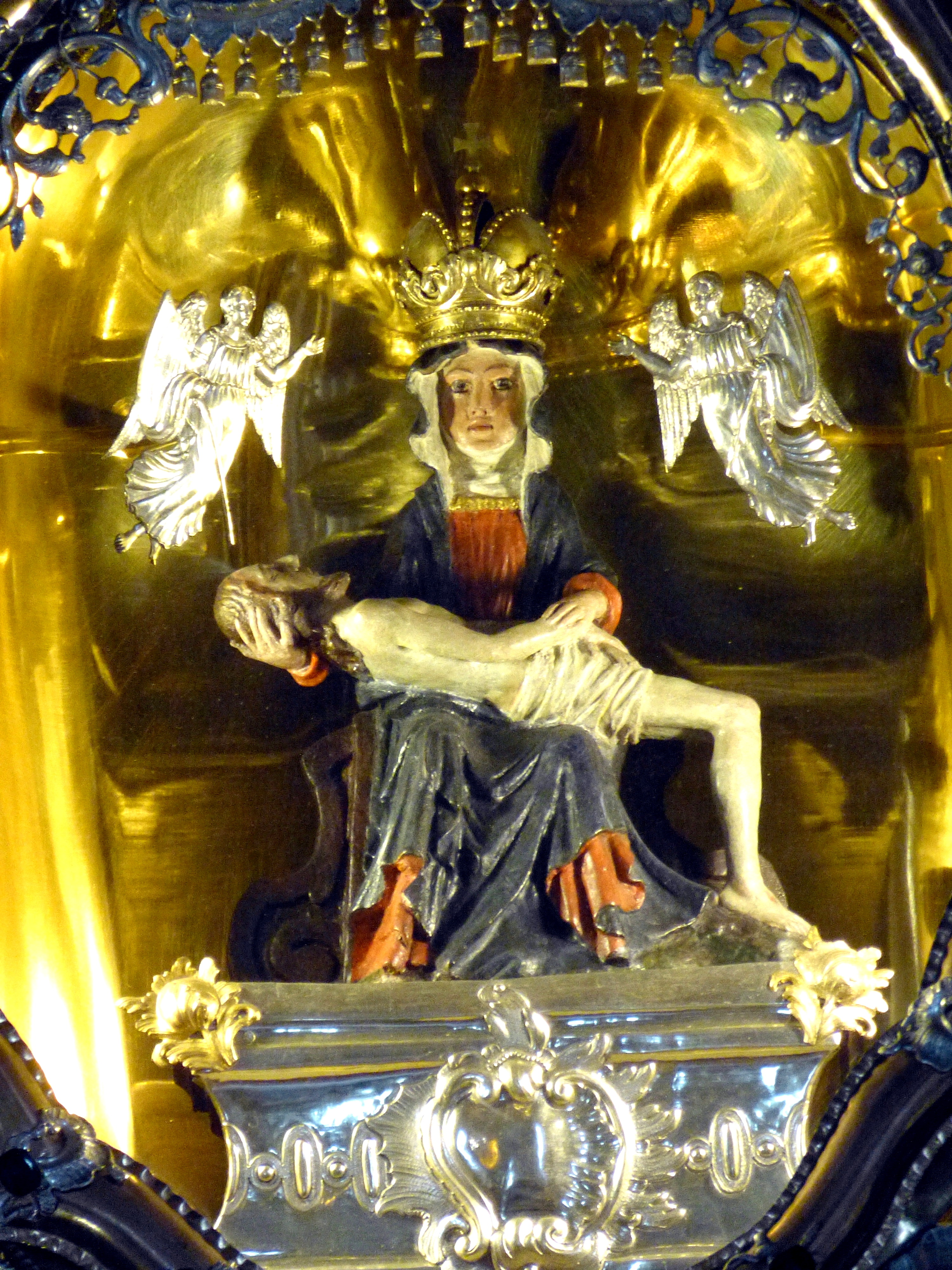
Das Gnadenbild von Maria Taferl, um das sich der Konflikt dreht

Der Konflikt entzündet sich in weiterer Folge an einem unschönen Vesperbild, das einst Alexander Schinnagel zum Dank für seine wunderbare Heilung am Taferlberg an einer Eiche angebracht hatte und das seither von der Bevölkerung als wundertätig in Ehren gehalten wurde. Als Jesse davon erfährt, entzündet sich darüber sein Zorn und religiöser Eifer, denn für ihn ist die Marienstatue schlichtweg ein Götzenbild. Je mehr er aber öffentlich dagegen auftritt, desto widerständiger werden die Menschen, die am Maria Taferl-Bild hängen. Schinnagel muss Jesse schließlich das Bild zeigen, weil er nicht versteht, warum es alle so verehren. Doch als er es endlich mit eigenen Augen sieht und sich als plump und unschön erweist, bringt ihn das noch mehr dagegen auf. Es tritt auch eine Entfremdung zwischen ihm und Schinnagel ein, da der Richter davor zurückscheut, das Bild abzunehmen. Als er durch mehrere Unglücksfälle aber in eine große finanzielle Zwangslage gerät, will ihn Jesse erpressen. Er bietet ihm Geld, wenn Schinnagel seinerseits ihm die Marienfigur bringt. Notgedrungen ist Alexander dazu bereit.
In dieser Situation der höchsten Gefahr für das Marienbild sieht sich Maria gezwungen etwas zu unternehmen. Sie erinnert sich einer Summe, die ein Verwandter in Krems ihrem Vater schuldig war, und tritt allein die Schiffsreise dorthin an. Da aber nichts Schriftliches vorhanden ist, kann sie den Betrag nicht eintreiben. Verzweifelt darüber, das Marienbild nicht loskaufen zu können, hört sie unterwegs, dass Kommissionen im Lande unterwegs sind, die gegen unbotmäßige Ketzer vorgehen. Da geht sie zu den Jesuiten und zeigt dort Jesse an. Man verspricht ihr sofort, in einigen Monaten eine Untersuchungskommission nach Pöchlarn zu schicken und verschafft Maria auch das Geld, das sie benötigt. Überglücklich kehrt sie zurück und kauft die Marienstatue frei, von der Jesse freimütig bekannt hatte sie zerstören zu wollen.
Maria ist fest davon überzeugt im Recht zu sein. Sie hasst diesen Velderndorff, der ihren Mann und die Leute des Ortes verderben und der das wundertätige Marienbild zerstören wollte. Wenn sonst niemand etwas unternahm, dann war es eben ihre Pflicht das Nötige zu tun. Nur die schwangere junge Frau Jesses bedauert sie. Ihre Tat spricht sich rasch herum, ihr Ansehen bei den Leuten steigt. Die angekündigte Kommission erweckt aber auch Furcht, und jedermann geht deutlich auf Distanz zu Jesse. Nur der Lehrer Hans Landersperger hält treu zu ihm.
Endlich ist die Kommission aus Kirchenmännern und sie schützenden staatlichen Organen da. Jesse muss dort erscheinen und sich verantworten, verkennt aber die Situation zunächst als Einziger, da er glaubt Forderungen stellen zu können und mehr als selbstbewusst dort auftritt. Die emotionale Zeugenaussage Marias besiegelt aber endgültig das schon zuvor gefällte harte Urteil der Kommission. Der Lilienfelder Abt Kohlweiß als Vorsitzender geht hart mit Jesse ins Gericht. Als auch die Familie Jesses mit dem Verlust ihres Besitzes und Landesverweis bedacht wird, zieht Velderndorff seine Pistole und schießt Kohlweiß vor aller Augen nieder. Dieser überlebt zwar schwer verletzt, Jesse wird aber sogleich ergriffen und in den Kerker gebracht. Es ist gerade jener Jesuit, der das Verfahren auf Bitten Marias ins Rollen gebracht hatte, der menschlich reagiert und Jesse vor Misshandlungen schützt. Soldaten müssen Jesse vor der wütenden Bevölkerung schützen, die ihm einst so wohlgesinnt war und nun nichts mehr davon wissen will.
Schließlich wird Jesse nach St. Pölten gebracht, wo ihm der Prozess gemacht wird. Alle Bemühungen und alles Geld von Jesses Bruder fruchten nichts. Die hochschwangere Frau Velderndorffs kommt in der Nähe St. Pöltens bei ihren Eltern unter. Alle fordern ein hartes Urteil gegen den Ketzer, nur Maria ist es jetzt, die sich um das Seelenheil Jesses sorgt. Wenn es stimmt, wie alle sagen, dass er die Todesstrafe erhalten wird und dann als Ketzer stirbt, dann droht ihm das ewige Verderben, wie sie glaubt. So ergreift sie die Gelegenheit nach St. Pölten fahren zu können, um dort mit Velderndorff selbst zu sprechen und ihn zur Umkehr zu bewegen. Sie wird auch vorgelassen, erreicht aber gar nichts, da Jesse an seinem Glauben festhält. Als sie erfährt, dass Jesse, der knapp vor der Hinrichtung steht, dringend auf Nachricht von seiner Frau wartet, ob die Geburt seines Kindes gut verlaufen ist oder nicht, da beschließt sie in ihrer Verzweiflung wenigstens das noch für ihn in Erfahrung zu bringen. Nach langem Fußmarsch erreicht sie ihr Ziel und wird vorgelassen. Amrey hat einen Sohn geboren, ist aber sehr geschwächt und kann das Kind nicht stillen. Niemand will den Ketzern helfen. Da bietet Maria, die selbst erst ein Kind geboren hatte, an, es zu stillen. Dann eilt sie ins Gefängnis zurück und überbringt Jesse die Nachricht, die ihm inneren Frieden bringt. Am nächsten Tag wird er vor einer riesigen johlenden Menge enthauptet. Bei beiden religiös eifernden Protagonisten des Romans, bei Jesse wie auch Maria, siegt am Ende die Menschlichkeit über den Fanatismus.

## Über das Buch
Der Roman der konservativen katholischen Autorin erschien zuerst in der Zeitschrift Hochland in Fortsetzungen von 1904 bis 1906, erweckte aber sogleich heftige Kritik einflussreicher katholischer Literaturkritiker. Es wurde bemängelt, dass nicht eindeutig für die katholische Sache Partei ergriffen wird und der evangelische Protagonist Jesse allzu positiv gezeichnet sei. Auch einige als zu erotisch befundene Passagen wurden bemängelt und stünden einer unverheirateten Frau, wie es die Autorin war, nicht zu. Außerdem würde das katholische Volk zu negativ dargestellt. Handel-Mazzetti änderte daher einige Passagen für die Buchausgabe leicht ab, ohne aber die Grundtendenz zu wechseln, die als zu neutral bezüglich der Konfessionen gesehen wurde. Eine allzu positive Darstellung Jesses vor und während seines Prozesses, bei der Bezüge zur Passion Christi bestanden, wurde revidiert. Die Kritik konservativer Kreise hielt dennoch noch mehrere Jahre an. Der Konflikt zwischen Katholizismus und Protestantismus und seine Auswirkung auf die Menschen in Österreich ist das immer wiederkehrende Thema der Autorin auch in späteren Werken.
Die Sprache des penibel recherchierten Romans bemüht sich um Authentizität und Annäherung an Umgangssprache und Zeit. Die Ursprungslegende um den Wallfahrtsort Maria Taferl bildet den historischen Kern des Buches. Handel-Mazzetti hat den Roman teilweise vor Ort verfasst.

## Ausgaben
- Jesse und Maria. Ein Roman aus dem Donaulande. Kösel, Kempten und München 1906.
- Jesse und Maria. Ein Roman aus dem Donaulande. Deutsche Buch-Gemeinschaft 1926.
- Jesse und Maria. Ein Roman aus dem Donaulande. Rex-Verlag, Luzern 1947.